# Fiat 411 R

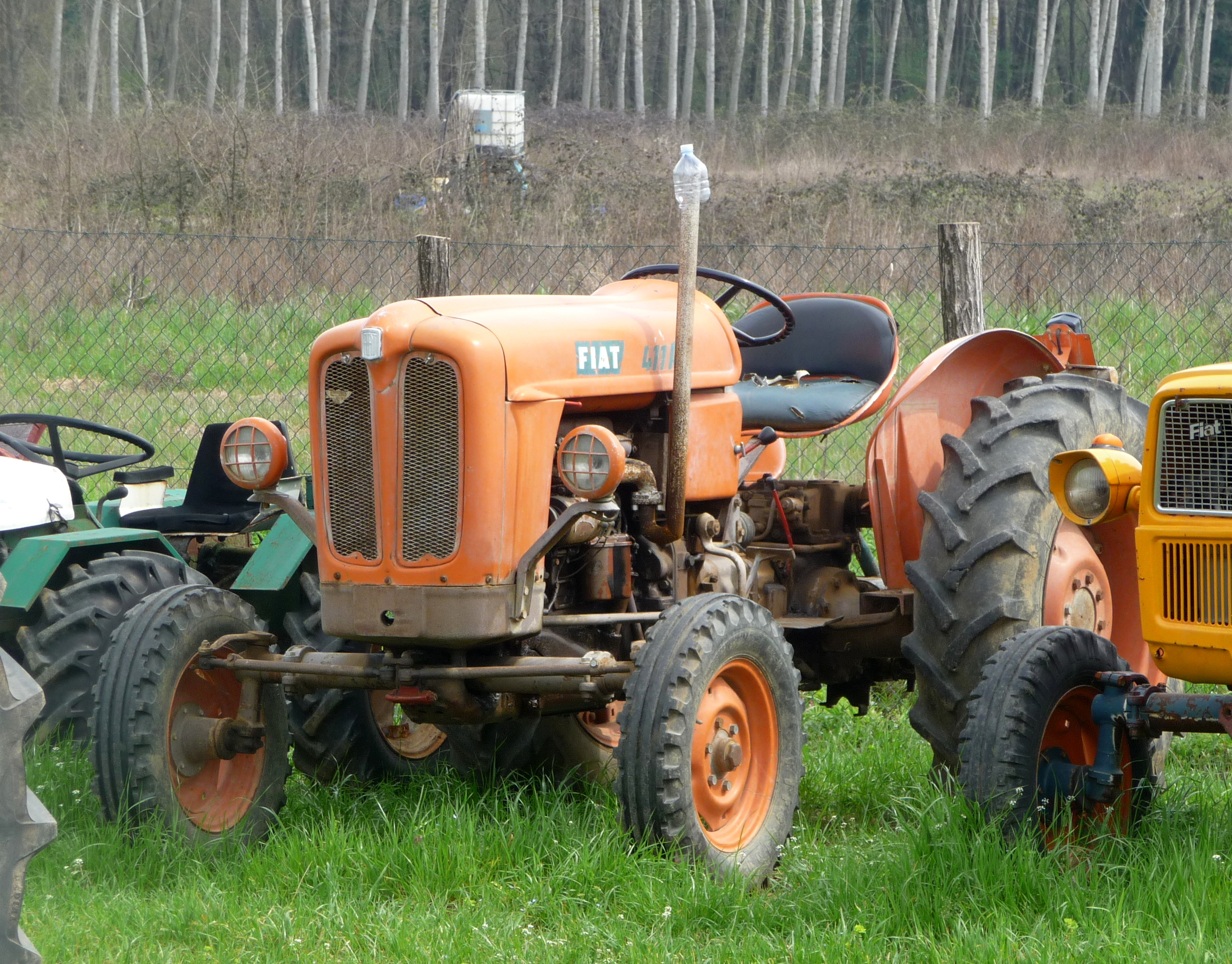
Fiat 411 R

Fiat 411 R è un trattore agricolo a ruote prodotto tra il 1958 e il 1963. Utilizzava un motore diesel ad avviamento elettrico, con l'aiuto di una camera a interna che riscaldava il cilindro. Il motore era un 4 cilindri, della potenza di 41 CV e cilindrata di 2270 cm3. Era dotato di cambio a 6 marce, impianto elettrico 24 volt, bloccaggio del differenziale, sollevatore idraulico ad attacco a tre punti e velocità massima di 22 km/h. 
Questo trattore era prodotto in vari modelli: Fiat 411 R (semplice trazione), Fiat 421 R  (carreggiata frutteto), Fiat 431 R (carreggiata vigneto), Fiat 441 R (doppia trazione), Fiat 481 R (modello triciclo) 